# Cyrtodactylus langkawiensis
Cyrtodactylus langkawiensis es una especie de gecos de la familia Gekkonidae.

## Distribución geográfica yhábitat
Es endémica de una zona kárstica del archipiélago Langkawi (Malasia Peninsular). Su rango altitudinal oscila alrededor de 35 m s. n. m..